# Bomolocha edictalis
Bomolocha edictalis är en fjärilsart som beskrevs av Walker 1859. Bomolocha edictalis ingår i släktet Bomolocha och familjen nattflyn. Inga underarter finns listade i Catalogue of Life.